# Kristoffer Nyholm
Kristoffer Nyholm (født 13. maj 1951 i Silkeborg) er en dansk instruktør der har filmet episoder af flere danske succesfulde tv-serier.
Hans arbejder som tv-instruktør omfatter:
Landsbyen (DR, 1997), Taxa (DR, 1997), Hotellet (2001), Nikolaj og Julie (DR, 2002–2003), Forbrydelsen (DR, 2007), Forbrydelsen II, (DR, 2009) og Forbrydelsen III (DR, 2012).
Flere af tv-serierne er prisbelønnede.
I hans seneste tv-arbejde har han figureret som instruktør af den svenske tv-serie om Palmemordet der bygger på Leif GW Perssons bøger og som instruktør af 5. afsnit i den engelske tv-serie Endeavour (2014).
Udover tv-arbejdet har han arbejdet med flere danske spillefilm, dels som assisterende instruktør og som kamera-assistent og specielt i film med Lars von Trier som instruktør.
Instruktør i serien Taboo med Tom Hardy.
Kristoffer Nyholm er far til Rosa Marie Gjerluff Nyholm og Barbara Gjerluff Nyholm.